# Marcel Ruiz (Schauspieler)

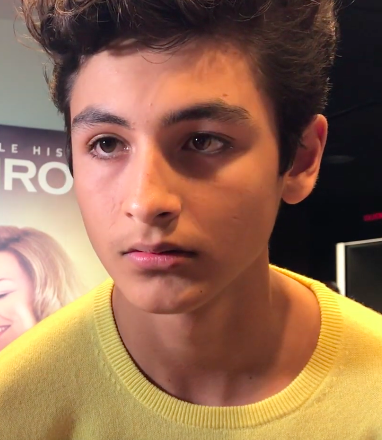
Marcel Ruiz (2019)

Marcel Ruiz (* 9. Juli 2003 in San Juan, Puerto Rico) ist ein puerto-ricanischer Schauspieler, der durch die Serie One Day at a Time und dem Film Breakthrough bekannt geworden ist.

## Leben
Ruiz begann mit seiner Schauspielkarriere im Alter von neun Jahren, als er mit seiner Familie nach Los Angeles ging. 2017 kam die Zusage für eine Rolle in der Netflix-Serie One Day at a Time, in der er von 2017 bis 2019 die Rolle des Alex Alvarez spielte. Weitere Auftritte wie unter anderem in Snowfall folgten.
Im Jahr 2019 spielte er seine bisher größte Rolle des John Smith – an der Seite von Chrissy Metz – im Filmdrama Breakthrough – Zurück ins Leben.

## Filmografie (Auswahl)
- 2017: Snowfall (Fernsehserie, 2 Episoden)
- 2017–2020: One Day at a Time (Fernsehserie, Hauptrolle)
- 2019: Breakthrough – Zurück ins Leben (Breakthrough)

## Auszeichnungen
| Jahr | Preis             | Kategorie                    | Auszeichnung für  | Ergebnis  |
| ---- | ----------------- | ---------------------------- | ----------------- | --------- |
| 2017 | Imagen Award      | Bester Nachwuchsschauspieler | One Day at a Time | Gewonnen  |
| 2018 | Imagen Award      | Bester Nachwuchsschauspieler | One Day at a Time | Nominiert |
| 2019 | Teen Choice Award | Bester Comedyschauspieler    | One Day at a Time | Nominiert |